# J. Stewart Marshall
Pour les articles homonymes, voir Marshall.
John Stewart Marshall, né le 18 juillet 1911 à Welland et mort le 20 mars 1992 à Montréal, est un chercheur canadien de la Seconde Guerre mondiale puis un professeur de physique et de météorologie à l'Université McGill de Montréal de 1945 jusqu'à son départ à la retraite en 1979. Il était réputé pour ses recherches en physique des nuages et des précipitations, mais surtout pour avoir été un pionnier du radar météorologique. 

## Biographie

### Formation
Stewart Marshall est né le 18 juillet 1911 à Welland (Ontario), Canada. Il fréquenta l'université Queen's de Kingston où il obtient son baccalauréat en physique et en mathématiques en 1931 et une maîtrise en 1933 avec une thèse sur la diffusion des électrons par des feuilles métalliques. Après une pause pour se soigner de la tuberculose, il entra à l'Université de Cambridge avec une bourse d'études pour étudier la physique nucléaire.

### Seconde Guerre mondiale
Marshall fut rappelé au Canada en 1939 pour rejoindre le Conseil national de recherches du Canada à Ottawa et participer à l'effort de guerre. Au Canada, il a d'abord travaillé sur des problèmes de balistique, puis sur des expériences avec une toute nouvelle invention, le radar. Il fut parmi les premiers à reconnaître qu'un artéfact qui obscurcissait parfois les navires et les avions sur les données du radar était provoquée par la pluie et la neige. En 1943, Marshall subit une chirurgie thoracique pour lutter une réapparition de la tuberculose puis prend la tête du projet « Stormy Weather » par le ministère national de la défense canadien dont le but était de trouver un usage pour ces échos parasitaires. L'analyse des propriétés de rétrodiffusion des précipitations lui a rendu évident que les indésirables l'ingérence fournissait un nouveau moyen d'observer l'atmosphère.

### Carrière à McGill
Juste après la guerre, Marshall et R.H. Douglas forment le « Stormy Weather Group,» à l'Université McGill et poursuivent leur travail. Différents instruments furent utilisés par le groupe dans la recherche sur les propriétés fondamentales des précipitations. Ces derniers étaient montés au collège Dawson, juste au sud du campus principal de l’université.
Au milieu des années 50, la contribution du « Stormy Weather Group » incluaient l'étude de la physique des nuages, des propriétés des échos de précipitations par radar, les premières application du radar à l’étude des orages et la surveillance des précipitations à plus large échelle. Certains des sujets étroitement associés à Marshall sont la distribution de la tailles de gouttes, l'étude de la pente de la virga de neige, fluctuation du signal radar, la coalescence et les affichages radar comme le CAPPI et les HARPI. En 1968, la nécessité d'un radar plus permanent conduisit à la construction de l’observatoire actuel qui fut baptisé Observatoire radar J.S. Marshall un peu plus tard en l’honneur du fondateur du groupe de recherche.
En même temps que Marshall dirigeait le groupe de recherche, il était professeur de physique et météorologie à l'Université McGill. Les activités du « Stormy Weather Group » attirèrent de plus en plus de diplômés ce a, en grande partie, permis la formation du département de météorologie à part entière en 1959, le premier au Canada. En tant que directeur et fondateur, Stewart Marshall a profondément influencé l'enseignement de la météorologie, son département servant de modèle à la création d'une demi-douzaine de programmes à travers le Canada.

### Diffusion des connaissances
Marshall et R.C. Langille, un collègue d'Ottawa, ont été les seuls canadiens à assister à la première conférence de météorologie radar au Massachusetts Institute of Technology (MIT) en 1947. Il organisa la troisième conférence à McGill en 1952 avec deux de ses premiers doctorants : Walter Hitschfeld et Kenrick Gunn. Marshall organisa également la 11e conférence à
Boulder en 1964, co-parrainé par l’American Meteorological Society (AMS) et l'Union radio-scientifique internationale (URSI), et la 13e conférence en 1968, de nouveau à Montréal.

## Notoriété
Stewart Marshall et son étudiant au doctorat, Walter Palmer, sont devenus célèbres pour leur travail sur la distribution des gouttes de pluie des latitudes moyennes qui déboucha sur la relation entre le retour radar (Z pour réflectivité) et taux de précipitations (R) : la relation Z-R.
Marshal a publié de nombreux articles. Il a siégé à de nombreux comités scientifiques et pédagogiques au Canada et aux États-Unis, dont  membre Fellow et un mandat au conseil l'American Meteorological Society (AMS) de 1965 à 1967,. Il a été élu membre de la Société royale du Canada en 1953. Il était également membre de l'Association canadienne des physiciens et physiciennes dont il fut président en 1950-51.
Il a reçu plusieurs récompenses :
- En 1961, la médaille Patterson de la Société canadienne de météorologie et d'océanographie[1],[6] ;
- En 1982, le prix pour contribution exceptionnelle à la météorologie appliquée par l'AMS[7] ;
- La médaille Hugh Robert Mill du Royal Meteorological Society[1].

### Articles reliés
- Observatoire radar J.S. Marshall
- Département des sciences atmosphériques et océaniques de l'Université McGill